# جيرالد لوكسلي
جيرالد لوكسلي (بالإنجليزية: Gerald Loxley)‏‏ (31 يناير 1885 في غلوسترشير - 29 سبتمبر 1950 في هيرفوردشير) طيار، وعسكري من المملكة المتحدة.

## الجوائز
- وسام جوقة الشرف من رتبة فارس
- صليب الحرب 1914-1918 (فرنسا)